# Bocconia frutescens
Bocconia frutescens es una especie de árbol de la familia de las papaveráceas. 

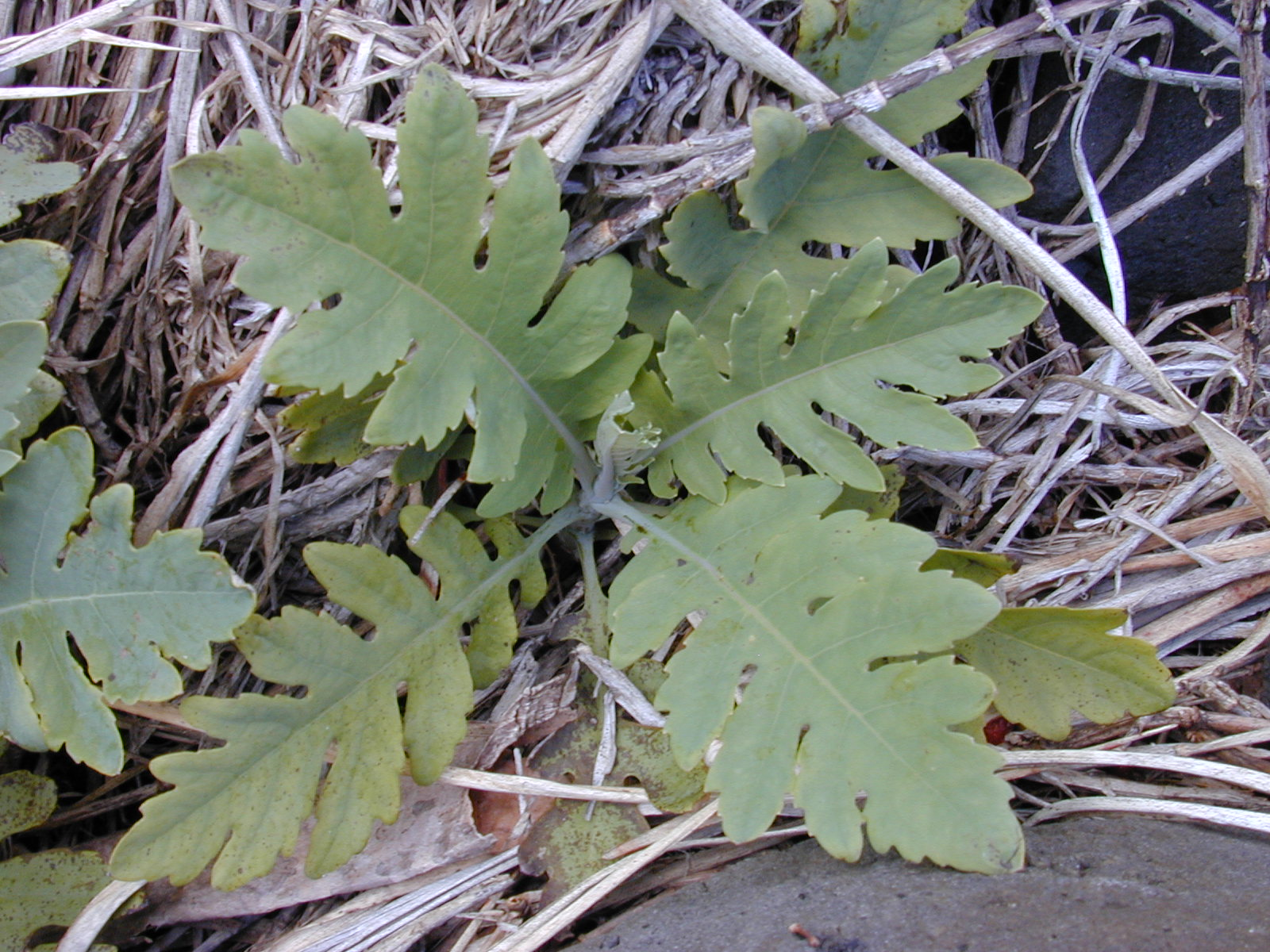
Detalle de las hojas

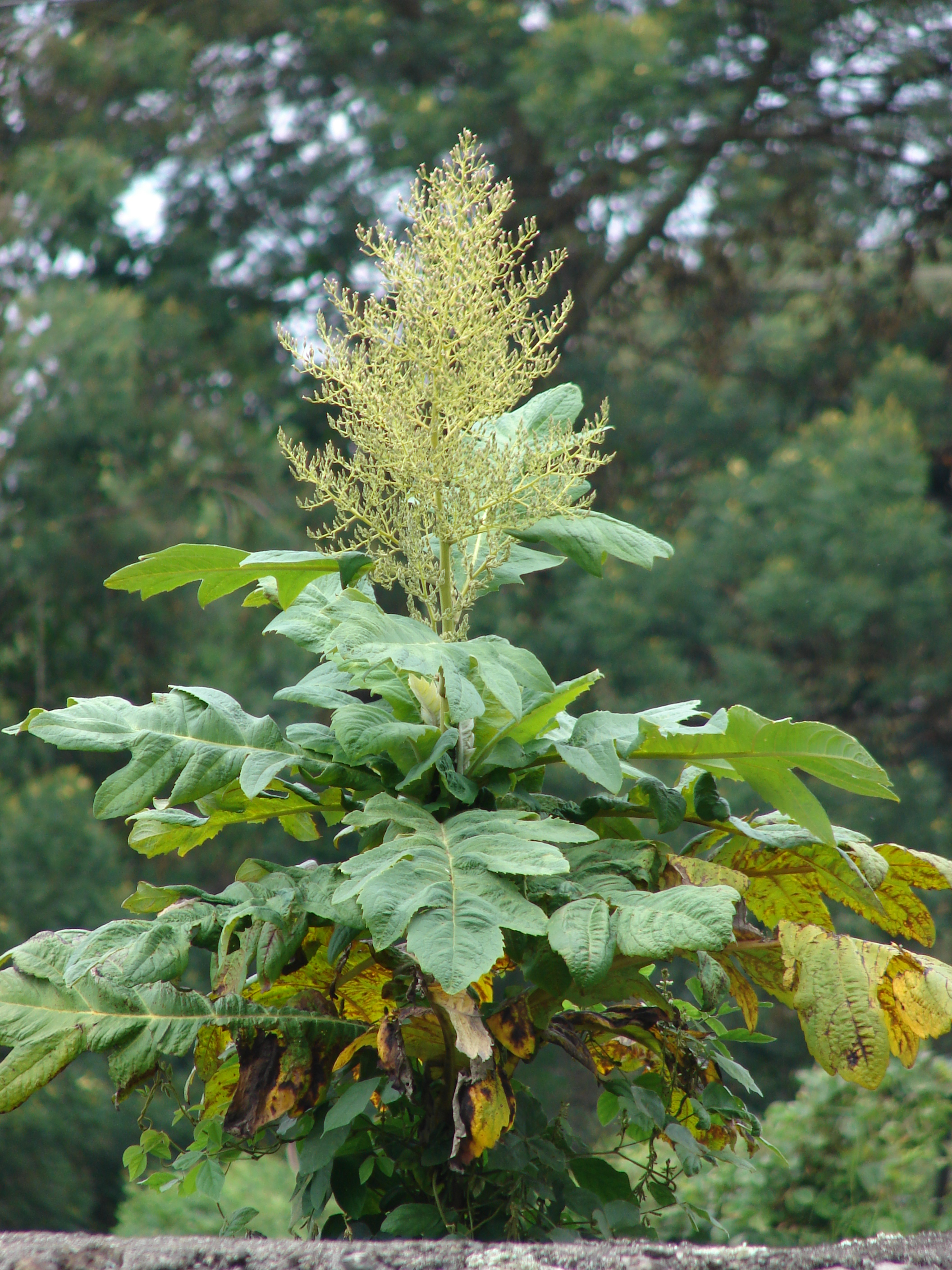
Inflorescencia

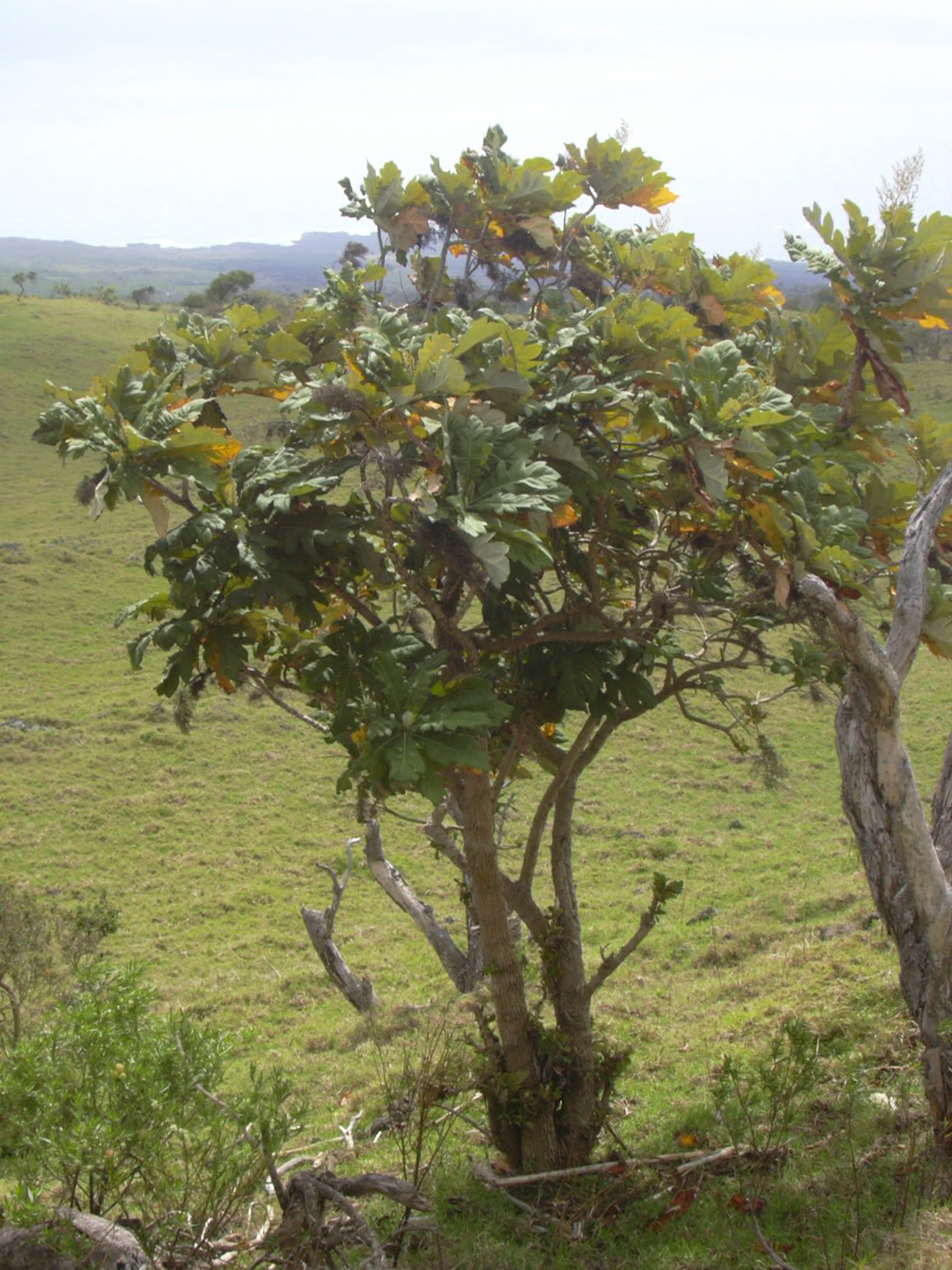
Vista de la planta

## Descripción
Son arbustos a pequeños árboles, que alcanzan un tamaño de hasta 7 m de alto. Hojas extremadamente variables en forma y tamaño, de 15–35 (–60) cm de largo y 10–30 cm de ancho, generalmente profunda e irregularmente lobadas, lobo de ápice obtuso a agudo y márgenes enteros,  o ligeramente serrados, haz glabra, envés pardusco-tomentoso a grisáceo-tomentoso u ocasionalmente glabro, pecíolos 3–6 cm de largo. Las inflorescencias en panículas de 25–60 cm de largo, pedicelos 5–12 mm de largo; sépalos 7–10 mm de largo, acuminados. Cápsulas elipsoides, 5–7 mm de largo, estípite basal 5–8 mm de largo, generalmente recurvado, estilo 3–4 mm de largo, persistente y engrosado; semillas 5–6 mm de largo, café obscuras a negras, lustrosas, superficie menudamente foveolada.

## Distribución y hábitat
Originaria de América tropical, está presente en climas cálidos, semicálidos y templados entre los 200 a los 2600 metros, asociada a vegetación perturbada de bosques tropicales caducifolios y perennifolios así como al bosque mesófilo de montaña, bosque de encino y mixto de pino-encino.

## Propiedades
El uso medicinal del gordolobo (se necesita cita, ya que suele tener otros nombres comunes) abarca diversas afecciones respiratorias como resfriado, tos ferina, ahoguillo (sensación de opresión y fatiga en el pecho que impide respirar con libertad), bronquitis y tuberculosis. Principalmente se le prescribe contra la tos.
Se ocupa como remedio el cocimiento de las hojas, administrado por vía oral o en baños para quitar la tos, o las hojas soasadas y colocadas a manera de cataplasma en caso de bronquitis.
Para problemas de la piel, se aplica el látex sobre empeines, escarlatina, tiña, granos, verrugas, sabañones, callos, irritaciones, manchas en la piel y en heridas. En desórdenes ginecológicos como hemorragia vaginal, se emplea la planta en cocción, administrada por vía oral y para las mujeres después del parto se aconseja la infusión de gordolobo con mirto, hierba del perro y hierba del búho (spp. n/r).
Se le emplea también en trastornos del aparato digestivo como disentería, dolor de estómago, úlceras y afecciones del hígado.
Otros usos medicinales la indican en golpes, reumas, debilidad de niños, delgadez, quemazón de niños, anemia, dolor de espalda, calentura, hemorroides, infecciones en el pene (V. purgación), como desinflamatorio, tónico y diaforético y en enfermedades culturales como el susto.
Historia
En el siglo XVI Martín de la Cruz la cita para la gastritis. El Códice Florentino relata que "la raíz es de utilidad para las afecciones de la vejiga, heridas internas de niños; para el dolor de cabeza se usan unas gotas en la nariz y molida es empleada para las descomposturas de las manos”. Agrega, ”la hierba es de utilidad para las paperas e inflamaciones de la garganta, puesta en los párpados es de utilidad para mitigar el dolor de los ojos; para la fiebre, purificar la garganta y pecho se da la raíz por tristel" (vía anal). En el mismo siglo Francisco Hernández refiere en su obra que "los retoños despojados de su corteza y untados disuelven las cataratas y nubes. El jugo y el fruto quitan la flatulencia, cura los empeines, calma los dolores que provienen de la causa fría; las hojas curan las llagas antiguas, destruyen las verrugas, principalmente las del prepucio y demás partes sexuales; alivia extraordinariamente la tos, calma los dolores agudos de vientre y excita el apetito; provoca las reglas y la orina abre las obstrucciones, cura la parálisis, ayuda a la digestión, corta los humores crasos, y restablece los miembros entumidos de frío".
La Sociedad Mexicana de Historia Natural reporta en el siglo XIX reporta los usos medicinales como antiparasitario, atrofia mesentérica, como catártico, detersivo, diurético, para la ictericia, enfermedad de los ojos, como tónico, vulnerario y para las úlceras de mal carácter.
Para inicios del siglo XX el Instituto Médico Nacional la consigna como analgésico. La Sociedad Farmacéutica de México la describe como analgésica local, antiparasitaria, diurético a enfermedades de los ojos y como vulnerario. La misma Sociedad, años después agregaría que causa irritación dolorosa de la conjuntiva cuando hay padecimientos oculares es tóxico y vasodilatador.
Química
De las hojas de B. frutescens se han aislado los alcaloides de isoquinolina, columbamina, eltetrahidro-derivado, coptisina, iso-coripalmina, corisamina, alo-criptopina, protopina, nor-queleritrina, rocadina, sanguinarina y el nor-derivado.

## Taxonomía
Bocconia frutescens fue descrita por Carlos Linneo y publicado en Species Plantarum 1: 505. 1753.
Etimología
Ver: Bocconia
frutescens: epíteto latino que significa "que llega a ser arbusto".
Sinonimia
- Bocconia glauca Salisb.
- Bocconia quercifolia Moench
- Bocconia sinuatifolia Stokes
- Bocconia subtomentosa (L'Her. ex DC.) L'Hér. ex Stahl[4]

## Nombres comunes
- Guauchilli, palo amarillo de Méjico[5]